# La rivincita dei nerds IV
La rivincita dei Nerds IV (Revenge of the Nerds IV: Nerds in Love) è l'ultimo episodio della serie di film intitolata ai nerd.

## Trama
Caccola ha deciso di sposarsi, e si presenta ai genitori di lei tre giorni prima del matrimonio, che si svolgerà il giorno di san Valentino. I futuri suoceri fanno parte del ceto sociale dei "nuovi ricchi" e odiano fortemente i nerd, in particolare il padre di lei e il cognato, che aspira a un posto nella società del patriarca e a una forte eredità.
In questo episodio ci sono innumerevoli conversioni alla causa nerd, a scapito di una riduzione in numero e qualità degli scherzi rivolti ai nerd stessi. Alla fine il matrimonio si farà, con tanto di parto in diretta.

## Cast
Si ritrovano qui Orco (Donald Gibb) assente nel 3° film, Toshiro Takashi (Brian Tochi), assente nel 2°, ma con una comparsa nel finale del 3° e il neo nerd Stan Gable (Ted McGinley), qui affetto da varicella, anch'esso assente nel 2°. Manca invece Gilbert Lowell (Anthony Edwards).
Cambiano quasi tutte le voci dei doppiatori originali, salvo Oreste Baldini che torna a doppiare Lewis dopo aver mancato il terzo film, ma in maniera diversa dai due film precedenti.